# 波旁地区圣克里斯托夫
波旁地区圣克里斯托夫（法語：Saint-Christophe-en-Bourbonnais，法語發音：[sɛ̃ kʁistɔf ɑ̃ buʁbɔnɛ]；2023年之前名为圣克里斯托夫 (Saint-Christophe)）是法国阿列省的一个市镇，位于该省东南部，属于维希区。

## 地理
波旁地区圣克里斯托夫（46°10'0"N, 3°34'32"E）面积28.02 平方千米，位于法国奥弗涅-罗讷-阿尔卑斯大区阿列省，该省份为法国中部省份，北起涅夫勒省、西北接谢尔省，西南至克勒兹省，南至多姆山省，东南临卢瓦尔省，东临索恩-卢瓦尔省。
与波旁地区圣克里斯托夫接壤的市镇（或旧市镇、城区）包括：比勒祖瓦、勒布勒伊、伊塞尔庞、莫勒、圣艾蒂安德维克、圣普里。
波旁地区圣克里斯托夫的时区为UTC+01:00、UTC+02:00（夏令时）。

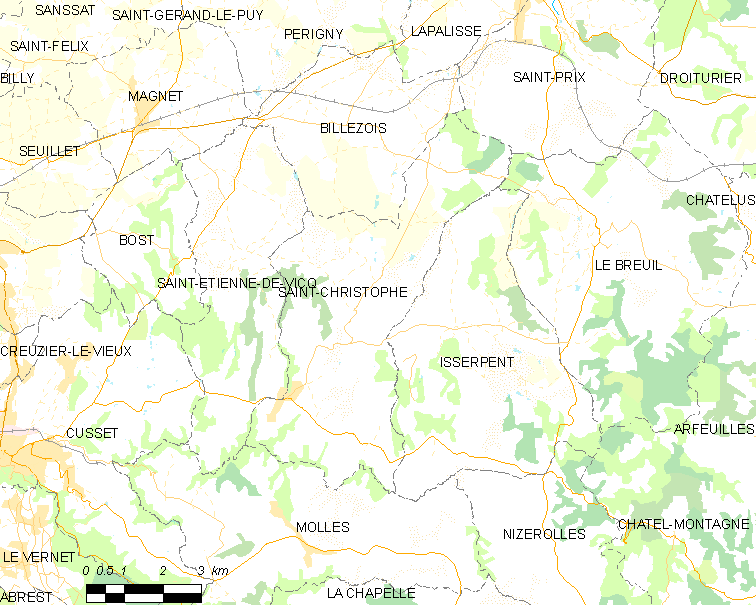
波旁地区圣克里斯托夫的OSM定位图

## 行政
波旁地区圣克里斯托夫的邮政编码为03120，INSEE市镇编码为03223。

## 政治
波旁地区圣克里斯托夫所属的省级选区为拉帕利斯县。

## 人口

1962-2008年间波旁地区圣克里斯托夫人口变化图示

波旁地区圣克里斯托夫于2022年1月1日时的人口数量为431人。